# Abraham Mateo
Abraham Mateo, (født Abraham Mateo Chamorro, 25. august 1998 i San Fernando, Cádiz) er en spansk pop-ballad musiker og singer-songwriter.

## Diskografi
- Abraham Mateo (2009)
- AM (2013)
- Who I AM (2014)
- Are You Ready? (2015)
- A cámara lenta (2018)

## Publikationer
- I AM. Abraham Mateo, Montena, Penguin Random House (20.november, 2014) ISBN 9788490433584 (spansk)